# Honorverse
Honorverse – uniwersum, w którym rozgrywa się akcja cyklu książek o Honor Harrington.
Jak cała twórczość Davida Webera, także seria Honor Harrington charakteryzuje się spójną i logiczną budową świata stanowiącego arenę przedstawianych wydarzeń. Kolejne odsłony cyklu opisują nowe aspekty świata, rzucając również światło na jego przeszłość i podstawy fizyczno-przyrodnicze. Honorverse jest określeniem nadanym serii przez fanów.

## Świat
Akcja cyklu ma miejsce około roku 4000 kalendarza gregoriańskiego. Powszechnie używanym sposobem mierzenia czasu jest odliczanie lat standardowych (tj. ziemskich) od Diaspory, czyli od momentu rozpoczęcia kolonizacji planet pozaziemskich przez ludzi (2103 roku według kalendarza gregoriańskiego).

## Doktryna wojenna
Doktryna wojenna Honorverse jest bezpośrednim przeniesieniem doktryny okrętów liniowych w realia floty kosmicznej. Zachowane zostały zarówno terminologia, jak i podstawowe taktyki stosowane w starciach flot. Pewnym rozszerzeniem właściwości klasycznych okrętów liniowych jest fakt, iż wszystkie jednostki nadświetlne posiadają, wynikającą z budowy napędu, możliwość generowania ekranu grawitacyjnego, całkowicie nieprzenikliwego dla każdego znanego uzbrojenia i systemu sensorowego. Rzutuje to na sposób prowadzenia boju spotkaniowego i możliwe do zastosowania formacje.

## Polityka

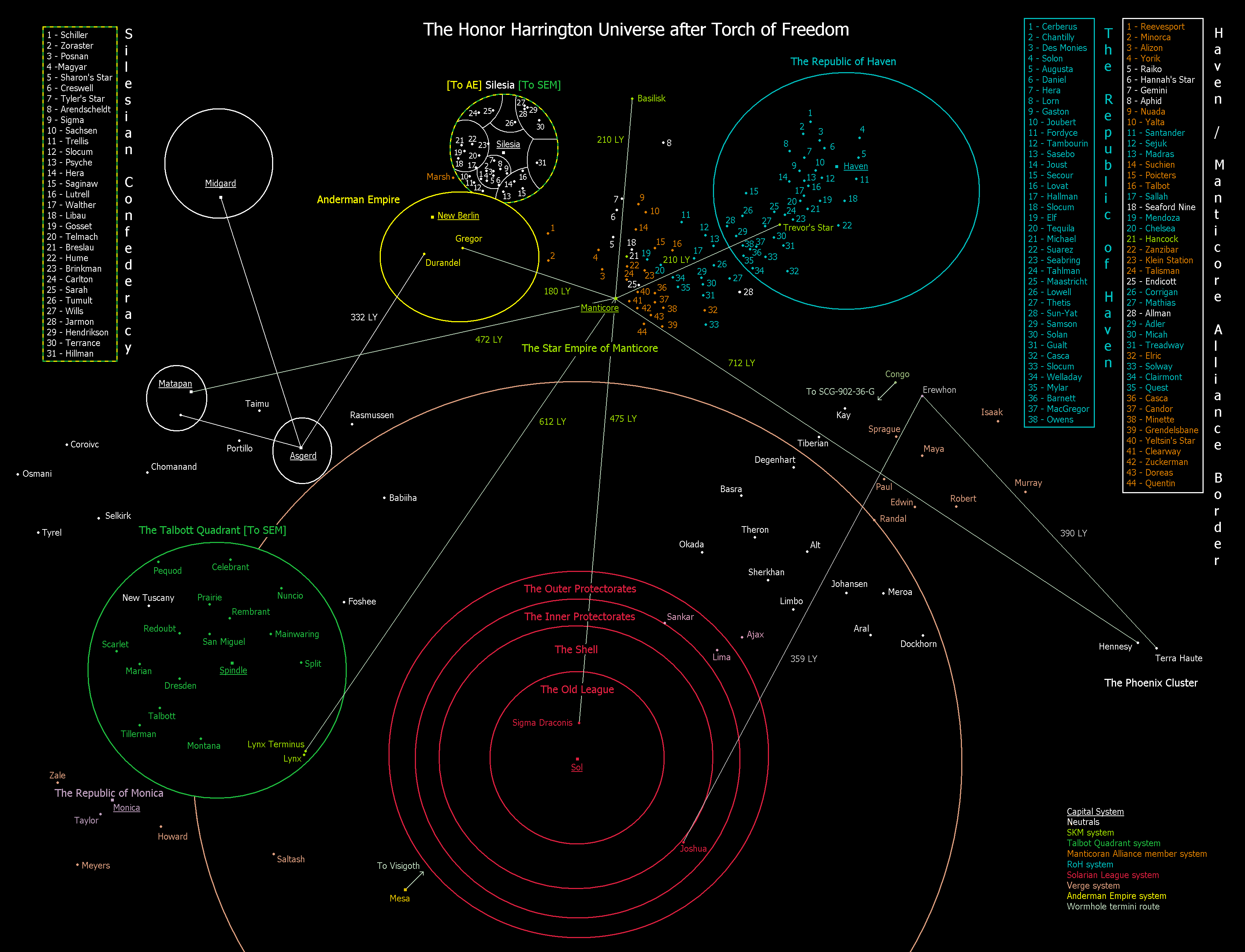
Świat Honorverse

Polityka odgrywa ważną rolę w świecie Honor Harrington. Środowisko polityczne jest w luźny sposób inspirowane historycznie, zarówno przez historię współczesną, jak i dawniejszą, zaś w poszczególnych imperiach, wydarzeniach i osobach można odnaleźć aluzje historyczne.
Podstawą porządku politycznego jest wielobiegunowy układ sił, w którym głównymi nacjami są:
- Liga Solarna – wywodząca się jeszcze z czasów Starej Ziemi, Liga jest luźną federacją planet i systemów, opartą raczej na przestrzeganiu wspólnych praw i konwencji niż na spójnej i wymuszanej odgórnie polityce zewnętrznej, przy całkowicie dowolnej polityce wewnętrznej. Liga z zasady nie angażuje się w konflikty nie dotyczące jej bezpośrednio, niezbyt interesując się sytuacją zewnętrzną, chyba że nastąpi naruszenie któregoś z fundamentalnych traktatów przestrzeganych przez Ligę. Początkowo Liga jest imperium o znaczącej przewadze technologicznej i militarnej nad pozostałymi mocarstwami. Z czasem jednak rozrosła biurokracja, przeświadczenie o wyższości nad innymi galaktycznymi państwami oraz brak kontroli nad samowolą co ważniejszych systemów doprowadzają Ligę na krawędź rozpadu i tworzą widmo wojny z Manticore i Haven. Wśród pierwowzorów Ligi odnaleźć można NATO i Stany Zjednoczone sprzed II wojny światowej.
- Imperium Andermańskie – wzorowane (dosłownie i w przenośni) na państwie pruskim i cesarskich Chinach okresu świetności, Imperium jest militarystycznym państwem rządzonym silną ręką cesarza, nie pozbawionym jednak zdolności dyplomatycznych. Imperium graniczy z Gwiezdnym Królestwem Manticore i pozornie rywalizuje z nim o wpływy w Konfederacji Silesjańskiej. Owa rywalizacja w wyniku machinacji Haven stawia oba państwa na krawędzi wojny, ale z czasem skłania je do sojuszu i podziału Silesji między siebie.
- Konfederacja Silesiańska – wielki obszarowo, ale pozbawiony realnej władzy zbiór systemów planetarnych rządzonych przez lokalnych kacyków. Nieustannie targana lokalnymi konfliktami, stanowi jednak ważny rynek zbytu i znaczącego partnera handlowego dla pozostałych mocarstw. W Konfederacji odnaleźć można echa państw Wschodu epoki kolonialnej, zarówno krajów Orientu, jak i kolonialnych Chin.
- Ludowa Republika Haven – zdegenerowany twór oparty na socjalistycznych regułach gospodarki, zmuszony do nieustannego podboju aby wyżywić rosnące rzesze bezrobotnych Dolistów. Republika Haven niedwuznacznie nawiązuje zarówno do Francji w przededniu Rewolucji, jak i Rosji radzieckiej. W późniejszych książkach cyklu mamy do czynienia z wybuchem wojny Republiki z Królestwem oraz kilkoma przewrotami, które znacząco wpływają na politykę wewnętrzną i zagraniczną Haven (w tym i wojnę).
- Gwiezdne Królestwo Manticore – lustrzane odbicie Wielkiej Brytanii, a później Imperium Brytyjskiego epoki żaglowców, wraz z jej ustrojem politycznym, strukturą społeczną i wojskiem. Początkowo prężne, choć niewielkie państwo, Królestwo stopniowo wraz z rozwojem floty przeradza się w imperium zdolne do podjęcia równorzędnej walki z Republiką Haven. Wielu z oficerów Royal Manticoran Navy to postaci jawnie inspirowane sylwetkami rzeczywiście żyjących oficerów Royal Navy[2].

## Książki
W Polsce książki z serii ukazują się nakładem wydawnictwa Rebis. Do 2011 roku za tłumaczenie odpowiadał Jarosław Kotarski, po jego śmierci tłumaczem został Radosław Kot. Dotychczas wydane po polsku tytuły, to:

### Z serii „Honor Harrington”
(głównej serii osadzonej w tym świecie)
- Placówka Basilisk (On Basilisk Station)
- Honor królowej (Honor of the Queen)
- Krótka, zwycięska wojenka (The Short, Victorious War)
- Kwestia honoru (Field of Dishonor)
- Honor na wygnaniu (Flag in Exile)
- Honor wśród wrogów (Honor Among Enemies)
- W rękach wroga (In Enemy Hands)
- Honor ponad wszystko (Echoes of Honor)
- Popioły zwycięstwa (Ashes of Victory)
- Wojna Honor (War of Honor) (w polskiej wersji językowej edycja dwutomowa)
- Za wszelką cenę (At All Costs) (w polskiej wersji językowej edycja dwutomowa)
- Misja Honor (Mission of Honor)
- Zwiastuny burzy (A Rising Thunder)
- Nieprzejednana Honor (Uncompromising Honor)

### Z serii „Saganami”
Seria koncentruje się na wydarzeniach w Sektorze Talbotta po odkryciu korytarza hiperprzestrzennego do Manticore – i losach pięciorga midshipmanów, służących wcześniej wraz z Honor Harrington
- Cień Saganami (The Shadow of Saganami)
- Zarzewie wojny (Storm from the Shadows)
- Cień wolności (Shadow of Freedom)
- Cień zwycięstwa (Shadow of Victory)

### Z serii „Królowa niewolników”
Seria jest rozszerzeniem politycznych intryg i szpiegostwa związanego z korporacją Manpower i wydarzeniami opisanymi w tomie „Popioły Zwycięstwa”
- Królowa niewolników (Crown of slaves)
- Bitwa o Torch (Torch of Freedom)
- Kocioł duchów (Cauldron of Ghosts)
- To End in Fire – do tej pory brak wydania polskiego. Wydawca porzucił cykl.

### Antologie i zbiory opowiadań
- Więcej niż Honor (More Than Honor)
- Światy Honor (Worlds of Honor)
- Nie tylko Honor (Changer of Worlds)
- W służbie miecza (The service of the Sword)
- Zrodzone w boju (In Fire Forged)
- Początki (Beginnings)

### Z serii „Królestwo Manticore”
Seria ta stanowi prequel serii o Honor Harrington. Opowiada ona o przodkini Honor, Stephanie Harrington i początkach kontaktów ludzi z treecatami.
- Piękna przyjaźń (A Beautiful Friendship)
- Czas ognia (A Fire Season)
- Wojny treecatów (The Treecat Wars)

### Z serii „Kroniki Manticore”
Seria ta stanowi prequel serii o Honor Harrington. Opowiada o dawnych latach Królestwa Manticore, dużo słabszego, niż w czasach Honor Harrington.
- Wezwanie do broni (A Call to Duty)
- Wezwanie do walki (A Call to Arms)
- Wezwanie do zemsty (A Call to Vengeance)